# 大塚清六
大塚 清六（おおつか せいろく、1923年8月18日 - 1974年6月5日）は、日本の画家、イラストレーター、装幀家、グラフィックデザイナー。先駆的なミニマリストとしても知られる。
1950年代から1970年代前半にかけて、小説の挿絵や装幀、油彩画などを手がける一方、商業デザインでも活躍。1962年（昭和37年）からは広瀬鎌二設計の自邸「SH-60」に居住した。

## 経歴
1923年（大正12年）8月18日、福島県喜多方町（現：喜多方市）に生まれる。女手ひとつで育てられ、町立喜多方幼稚園、喜多方小学校を経て、1941年（昭和16年）に喜多方商業学校を卒業する。
1943年（昭和18年）、父親の位牌を鉈で割って上京し、東京美術学校に入学。同期の渡部周三とともに安井曾太郎の教室で学ぶが、戦局の悪化にともない渡部とともに学徒出陣し、横須賀海兵隊に配属される。1945年（昭和20年）太平洋戦争終結後、海兵隊を除隊し美校に復学。絵画を習うかたわらアメリカ赤十字社で絵画の講師をする。
1948年（昭和23年）に東京美術学校を卒業し、挿絵画家としてデビューする。以後、「週刊読売」「小説新潮」「週刊サンケイ」「週刊文春」「宝石」「アサヒ芸能」「平凡パンチ」「週刊プレイボーイ」「週刊漫画TIMES」「推理ストーリー」「ボーイズライフ」「問題小説」「婦人生活」「週刊女性」「女性自身」「週刊平凡」「マドモアゼル」「美しい十代」「女学生の友」「中1コース」などの雑誌や新聞にイラストを描いた。

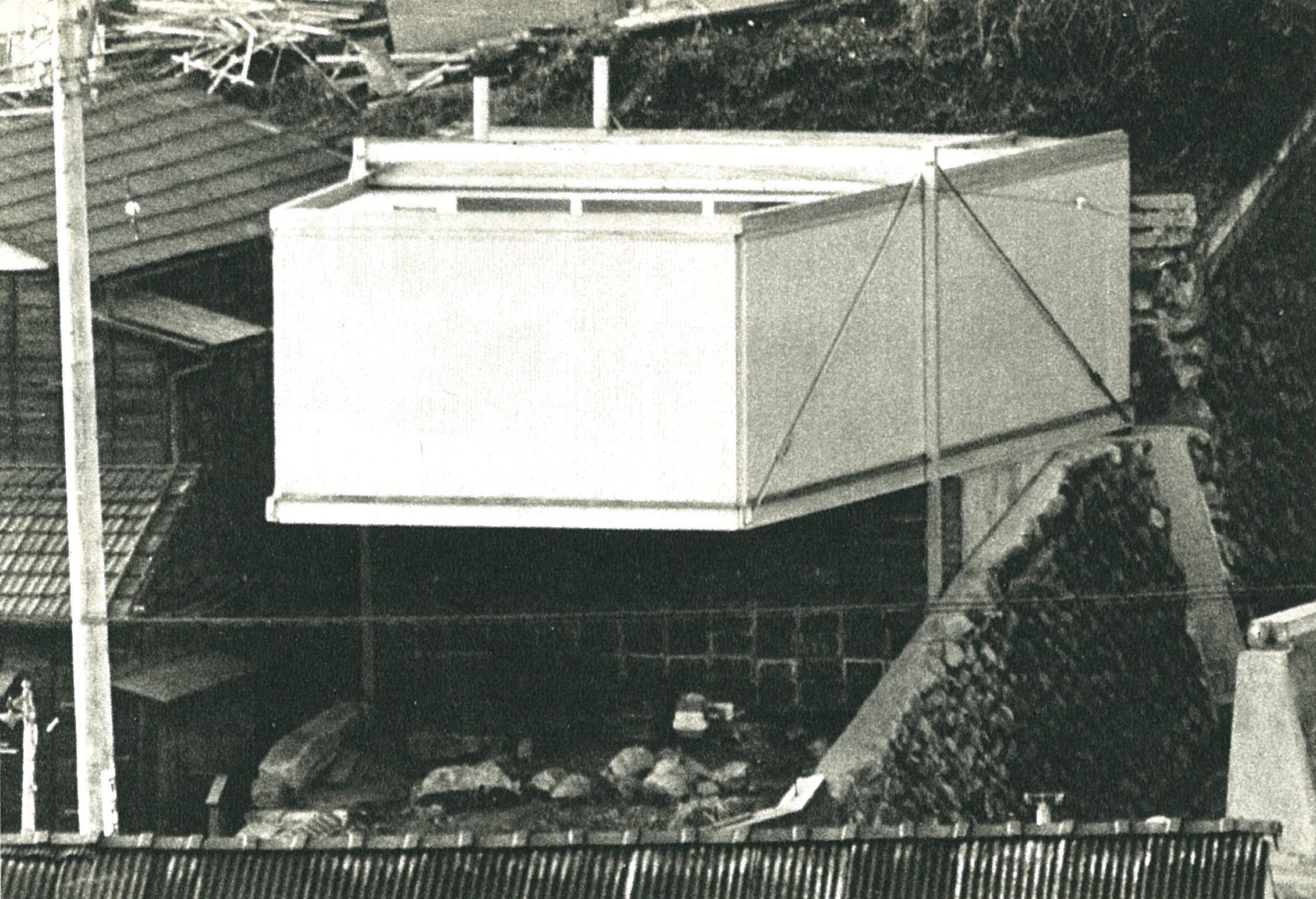
大塚邸「SH-60」（1965年）
崖上に張り出した部分がパティオ

私生活では1953年（昭和28年）にリネ夫人と結婚し、美校の在学中から講師をして貯めた資金で東京都中野区に自邸を建てる。1962年（昭和37年）には同じ場所に広瀬鎌二の設計による自邸兼アトリエ「SH-60」を新しく建て替え、活動の拠点とする。この建物は竣工当時から雑誌などで紹介され、大塚のライフスタイルも一般に知られることとなった。
同年からは7年にわたり新聞や雑誌にアンネ株式会社の広告イラストを描き、日本雑誌広告賞を受ける。1966年（昭和41年）には手塚治虫の依頼により、手塚のアニメ映画「展覧会の絵」のためのイラストを描く 。1969年（昭和44年）にはレース中に命を落としたカーレーサー、福澤幸雄を偲んで出版された写真集とレコードの制作に参加する。
1970年代に入り、新たなアトリエの候補地を探すため、夫人とともにブラジルへ旅行するが、思うような土地がみつからず帰国。1974年（昭和49年）、挿絵の仕事を制限し、ブラジル人女性をモデルとした油彩画の連作に取り組み、50点の作品を描き上げた3日後の6月5日に急逝。50歳没。
リネ夫人は大塚の死後、画家として活動し、画廊も経営した。また、大塚の13回忌にあたる1988年（平成元年）11月には、出身地の喜多方市で遺作展が開かれた。

## 人物

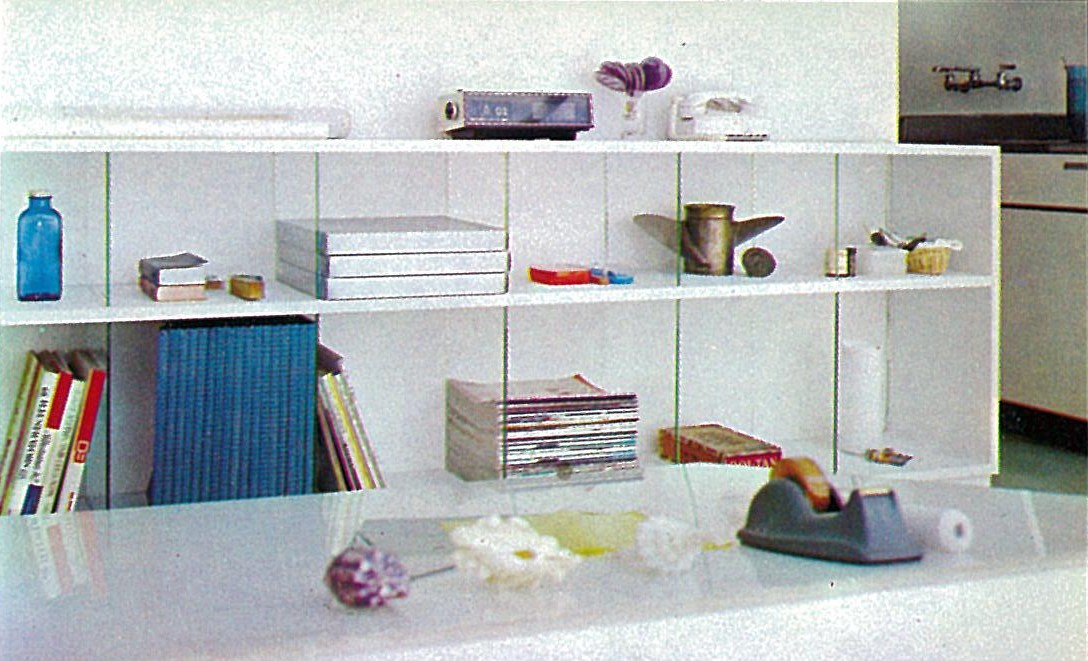
作画用の机とオブジェ（1968年）

大塚は必要最小限の所持品でシンプルに暮らすことをモットーとした。
自邸の建て替えにあたっては、1960年頃から生活設計を練り、あらかじめ夫婦2人での生活に必要な品々を定めたうえで建築家と協議して設計し、自身も建設作業に携わっている。大塚の新しい自邸「SH-60」は、約30坪の崖上に張り出したカンチレバー構造で1962年に竣工した。
この家は当時の家庭誌、建築誌などでも取り上げられ、その窓のない白いスティール製の箱のような外観から、1965年には「空に浮かんだ白い箱」などと紹介されたりもした。
内装も大塚が最も好きな色だとする白で統一し、家具は造り着けの棚のみでテーブルや椅子類も置かず、食器の数も必要最小限にとどめた。
その一方で、夫人の化粧品や衣類などにも大塚がこだわりを持って選び、衣服は大塚が生地を選んでデザインし、夫人が縫製したという。
自邸の敷地の約半分を占める、崖上に張り出したパティオ（画像参照）は晴天時には物干し場や居間として使用し、夜にはパティオの内壁に8ミリ映画の映写をするなどして愉しんだ。
大塚は1973年秋、雑誌の取材に応えて、元日を除いて毎日水泳とヨガを行なっているとし、自身の生活信条について以下のように述べている。
大塚と親交が厚かったイラストレーターの内藤ルネは、1978年に生前の画家を回想して、風貌はジェームズ・キャグニーやエドワード・G・ロビンソンを思わせるベビーフェイスで、白いスポーツカーや水泳、海、船造りなど、仕事も遊びもエネルギッシュで生のかたまりのような人だったとし、いでたちはいつもオフ・ホワイトで、洗いざらした白いコットン・パンツに自身がデザインしたエッグ・ホワイトのフィッシャーマンズ・セーターがよく似合っていたと語っている。

## 作風

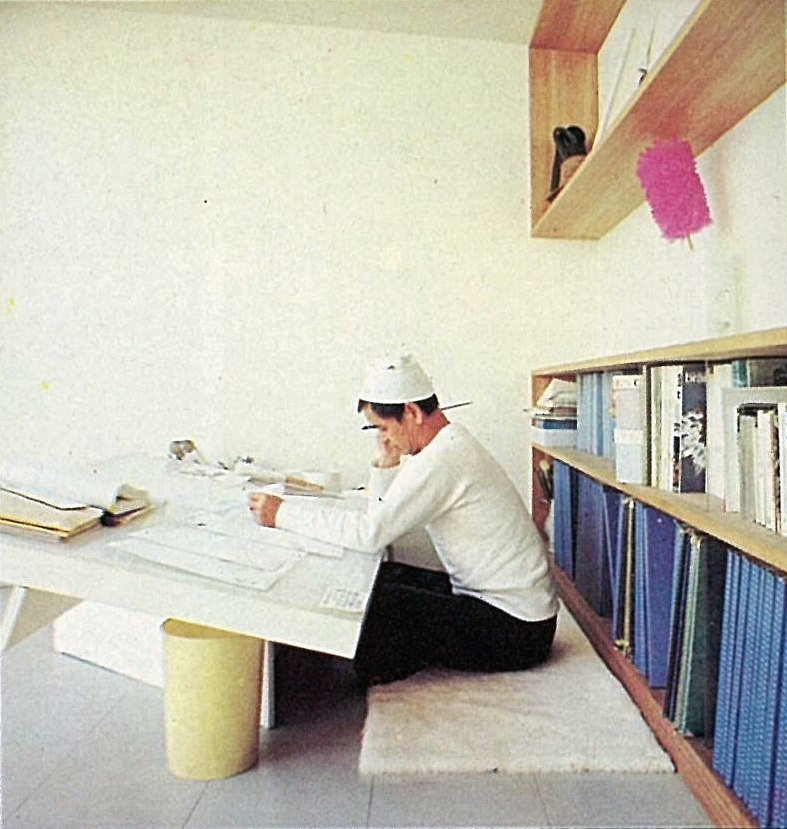
自邸のアトリエで（1965年）

大塚のデビュー作は不明である。リネ夫人によれば、石原慎太郎が1958年に週刊読売に発表した小説「夜を探がせ」の挿絵を担当したことがきっかけで脚光を浴び、石原裕次郎などの知遇も得て人気イラストレーターの地位を築いたという。
以後、藤原審爾、高木彬光、島田一男、大藪春彦、五木寛之、笹沢左保などの小説の挿絵を手がけるようになったが、なかでも大藪春彦とは彼が初めての長篇小説「血の罠」の連載を開始した1958年から1973年まで断続的にコンビを組んだ。
大塚のイラストはシャープな線を特長とし、「ハードボイルドなタッチを描かせて天下一品、女の美を描かせて抜群」と評された。作画にはおもにペンや鉛筆、コンテなどを用いたが、油彩やコラージュ、デカルコマニーの技法による作品もある。署名にはSEIROKUのロゴスタンプを用いた。
大塚は自身の作画精神について、1959年に手がけた「アサヒ芸能」の表紙画にコメントを寄せている。
また、1962年から1969年にかけて発表したアンネ株式会社の広告イラストは5度の日本雑誌広告賞に輝いている。これは大塚の代名詞的な仕事となり、本人によれば他の仕事が滞るほどだったという。
なお、大塚の画集やイラスト集などの作品集は2018年現在も刊行されていないが、大塚が描いたアンネ社の広告イラストの一部は社会学者田中ひかるの著書「生理用品の社会史」（ミネルヴァ書房および角川ソフィア文庫）に掲載されている。

## おもな作品

### 美術館収蔵作品
- 「渡部周三像」（制作年不詳、板に油彩、90.5cm×29.5cm）[34] - 福島県喜多方市美術館蔵

### 挿絵・装幀作品（抜粋）
※二重鉤括弧は単行本。

### アンネ社の広告（抜粋）
※二重鉤括弧は広告のキャッチコピー、大塚はイラストを担当。

### 展覧会
- 1988年11月 「渡部周三・大塚清六・遠藤喜丸 遺作展」 - 喜多方市駅前ギャラリー甲斐にて開催

## 関連人物・項目
- 安井曾太郎 - 洋画家。大塚は東京美術学校在学時に師事。
- 渡部周三 - （わたなべ しゅうぞう、1923-1958）洋画家。喜多方町出身で、喜多方市美術館に作品が収蔵されている。
- 鈴木悦郎 - イラストレーター。大塚と共に「週刊漫画TIMES」などで活躍。[37]
- 内藤ルネ - イラストレーター。大塚とは鈴木悦郎を通じて知遇を得る。[38]
- 広瀬鎌二 - 建築家。SH-60の設計者。
- SH-60 - 大塚の自邸。
- 大藪春彦
- 福澤幸雄
- アサヒ芸能
- アンネ株式会社
- ハードボイルド
- ミニマリズム